# Şāḩeb
Şāḩeb (persiska: صاحِب, صاحب) är en ort i Iran.   Den ligger i provinsen Kurdistan, i den nordvästra delen av landet, 400 km väster om huvudstaden Teheran. Şāḩeb ligger 1 511 meter över havet och antalet invånare är 1 489.
Terrängen runt Şāḩeb är kuperad.Runt Şāḩeb är det ganska glesbefolkat, med 50 invånare per kvadratkilometer. Närmaste större samhälle är Saqqez, 17,6 km väster om Şāḩeb. Trakten runt Şāḩeb består i huvudsak av gräsmarker.